# دهستان پائین خواف
دهستان پائین خواف نام دهستانی در بخش سنگان شهرستان خواف، استان خراسان رضوی در ایران است. بر اساس سرشماری مرکز آمار ایران در سال ۱۳۸۵، جمعیت آن ۳۶۹۲ نفر (۸۳۰ خانوار) بوده است.